# Бжезинка-Сьредзка
Бжезинка-Сьредзка (пол. Brzezinka Średzka) — пассажирская и грузовая железнодорожная станция в деревне Бжезинка-Сьредзка в гмине Менкиня, в Нижнесилезском воеводстве Польши. Имеет 2 платформы и 2 пути.
Станция на железнодорожной линии Вроцлав-Главный — Щецин-Главный. Станция была построена в 1874 году, когда деревня Бжезинка-Сьредзка (нем. Klein Bresa) была в составе Германской империи.